# Battaglia di Copenaghen (1807)
La seconda battaglia di Copenaghen (16 agosto - 5 settembre 1807) fu un attacco navale portato dalla marina britannica contro la capitale danese, Copenaghen.
Il governo britannico aveva deciso di catturare la flotta danese per evitare che finisse nelle mani di Napoleone Bonaparte ed attaccò Copenaghen senza una preventiva dichiarazione di guerra. In quelle ore l'esercito danese, sotto il comando del  Principe Incoronato (il futuro re Federico VI di Danimarca), difendeva le frontiere del sud contro possibili attacchi francesi e questo rendeva la difesa di Copenaghen piuttosto debole.
Le truppe britanniche del generale Arthur Wellesley, Duca di Wellington sconfissero le deboli difese danesi vicino alla località di Køge, a sud di Copenaghen. In pochi giorni Copenaghen si trovò circondata completamente.
I britannici offrirono la resa ma i danesi rifiutarono con sdegno e la flotta britannica dell'ammiraglio James Gambier bombardò la città dal 2 al 5 settembre 1807. Il giorno 7 il generale danese Ernst Peymann (1737–1823) consegnò al nemico sia la città sia la flotta: 18 vascelli, una fregata, una chiatta, due barche, due corvette, 7 brigantini, una goletta e venticinque cannoniere finirono nelle mani dei britannici e delle truppe di Hannover, queste ultime sotto il comando del generale Lord Cathcart. Inoltre furono distrutti tre vascelli da 74 cannoni che si trovavano nei cantieri navali, insieme a due dei vascelli citati, la fregata e la chiatta.
In questa azione più di 2 000 civili persero la vita ed il 30 per cento degli edifici della città di Copenaghen fu distrutto. Il 21 ottobre 1807 la flotta britannica, assieme alle navi catturate, lasciò Copenaghen con destinazione Regno Unito, benché la guerra continuasse fino al 1814, quando fu firmato il Trattato di Kiel.
La nave danese Neptunus si incagliò e fu incendiata nell'isola di Hven ed un temporale affondò 22 delle 25 cannoniere nel Kattegat. Delle navi che giunsero in Inghilterra, solo 4 vascelli, Christian VII (80), Danmark (74), Norge (74) ed il Princess Carolina (74), poterono essere revisionati per poter entrare in servizio nella Royal Navy.

## Letteratura
- La battaglia è al centro di un romanzo di Bernard Cornwell: Cacciatore e preda